# 繸瓣珍珠菜
繸瓣珍珠菜（学名：Lysimachia glanduliflora）是报春花科珍珠菜属的植物，是中国的特有植物。分布于中国大陆的江西、湖北、河南等地，生长于海拔350米至600米的地区，一般生长在山坡荫湿处，目前尚未由人工引种栽培。
其种加词“Glanduliflora”意为“花具腺体的”。